# Discografie van Heino
Deze discografie is een overzicht van het muzikale werk van de Duitse pop- en volksmuziekzanger Heino en zijn pseudoniemen, waaronder Gio Bilk. Volgens de bronnen heeft hij tot nu toe meer dan 50 miljoen platen verkocht. Zijn meest succesvolle publicatie is zijn gelijknamige debuutalbum, waarvan volgens eigen zeggen meer dan 850.000 exemplaren zijn verkocht.

## Albums

### Studioalbums
| Jaar | Titel                                                         | Hitlijstklassering | Hitlijstklassering | Hitlijstklassering | Opmerkingen                                                                 |
| Jaar | Titel                                                         | DE                 | AT                 | CH                 | Opmerkingen                                                                 |
| ---- | ------------------------------------------------------------- | ------------------ | ------------------ | ------------------ | --------------------------------------------------------------------------- |
| 1966 | Heino                                                         | —                  | —                  | —                  | Eerste publicatie: 1966 Verkoop: + 850.000; Columbia                        |
| 1967 | Kein schöner Land in dieser Zeit                              | 22 (36 weken)      | —                  | —                  | Eerste publicatie: 15 september 1967                                        |
| 1968 | …und Sehnsucht uns begleitet                                  | 14 (16 weken)      | —                  | —                  | Eerste publicatie: 15 oktober 1968                                          |
| 1970 | Seine großen Erfolge                                          | 10 (80 weken)      | —                  | —                  | Eerste publicatie: 15 juni 1970 Verkoop: + 250.000                          |
| 1971 | Liebe Mutter…                                                 | 27 (8 weken)       | —                  | —                  | Eerste publicatie: 15 april 1971                                            |
| 1971 | In einer Bar in Mexiko – Seine großen Erfolge 2               | 8 (40 weken)       | —                  | —                  | Eerste publicatie: 15 september 1971 Verkoop: + 250.000                     |
| 1972 | Die schönsten Volkslieder der Welt                            | 8 (24 weken)       | —                  | —                  | Eerste publicatie: 15 mei 1972                                              |
| 1972 | Seine großen Erfolge 3                                        | 3 (16 weken)       | —                  | —                  | Eerste publicatie: 15 november 1972                                         |
| 1973 | Seine großen Erfolge Folge 4                                  | 3 (64 weken)       | —                  | —                  | Eerste publicatie: 15 november 1973                                         |
| 1975 | Wenn abends die Heide träumt                                  | 24 (16 weken)      | —                  | —                  | Eerste publicatie: 15 april 1975                                            |
| 1975 | Seine großen Erfolge Folge 5 ook bekend als: Great Hits No. 5 | 12 (36 weken)      | —                  | —                  | Eerste publicatie: 15 november 1975                                         |
| 1975 | Heino                                                         | —                  | —                  | —                  | Eerste publicatie: 1975 Electrola                                           |
| 1978 | Seine großen Erfolge 6                                        | —                  | —                  | —                  | Eerste publicatie: 1978                                                     |
| 1978 | Hurra, wir fahr’n ins Grüne                                   | 9 (9 weken)        | —                  | —                  | Eerste publicatie: 2 oktober 1978 Verkoop + 250.000; met de Sonntagskindern |
| 1980 | Die schönsten deutschen Volkslieder                           | —                  | —                  | —                  | Eerste publicatie: 1980                                                     |
| 1982 | Seine neuen großen Erfolge                                    | —                  | —                  | —                  | Eerste publicatie: 1982                                                     |
| 1984 | Die Liebe ist das Gold des Lebens                             | 39 (6 weken)       | —                  | —                  | Eerste publicatie: 24 december 1984 met Hannelore                           |
| 1987 | Casablanca…Träume, die niemals vergehn                        | —                  | —                  | —                  | Eerste publicatie: 1987                                                     |
| 1990 | Willkommen bei Heino                                          | —                  | —                  | —                  | Eerste publicatie: 1990                                                     |
| 1991 | Ein Lied aus der Heimat                                       | —                  | —                  | —                  | Eerste publicatie: 1991                                                     |
| 1993 | Die schönsten Lieder der Welt                                 | —                  | —                  | —                  | Eerste publicatie: 1993                                                     |
| 1996 | Einer von uns                                                 | —                  | —                  | —                  | Eerste publicatie: 16 september 1996                                        |
| 1998 | Der goldene Heino                                             | —                  | —                  | —                  | Eerste publicatie: 2 november 1998                                          |
| 1999 | Heino singt die schönsten Jahrhundertmärsche und Hymnen       | —                  | —                  | —                  | Eerste publicatie: 29 november 1999                                         |
| 2006 | Deutschland, meine Heimat                                     | 87 (1 week)        | —                  | —                  | Eerste publicatie: 20 oktober 2006                                          |
| 2008 | Es ist nie zu spät                                            | —                  | —                  | —                  | Eerste publicatie: 12 september 2008                                        |
| 2009 | „Die Himmel rühmen“ – Festliche Lieder mit Heino              | —                  | —                  | —                  | Eerste publicatie: 18 september 2009                                        |
| 2010 | „Die Himmel rühmen 2“ – Festliche Lieder mit Heino            | —                  | —                  | —                  | Eerste publicatie: 6 oktober 2010                                           |
| 2013 | Mit freundlichen Grüßen                                       | 1 (36 weken)       | 6 (9 weken)        | 7 (6 weken)        | Eerste publicatie: 1 februari 2013 Verkoop: + 200.000                       |
| 2014 | Schwarz blüht der Enzian                                      | 11 (12 weken)      | 67 (3 weken)       | 79 (1 week)        | Eerste publicatie: 12 december 2014 Verkoop: + 30.000                       |
| 2016 | Arschkarte                                                    | 32 (2 weken)       | —                  | —                  | Eerste publicatie: 29 april 2016                                            |
| 2018 | … und tschüss – Das letzte Album                              | 26 (4 weken)       | —                  | 94 (1 week)        | Eerste publicatie: 23 november 2018                                         |
| 2021 | Heino goes Klassik – Ein deutscher Liederabend                | —                  | —                  | —                  | Eerste publicatie: 8 oktober 2021 Verkoop: + 7.500                          |
| 2023 | Lieder meiner Heimat                                          | 16 (3 weken)       | —                  | —                  | Eerste publicatie: 15. September 2023                                       |

### Livealbums
- 2007: Die Show – Das Beste zum Jubiläum

### Compilaties
| Jaar | Titel                                                | Hitlijstklassering | Hitlijstklassering | Hitlijstklassering | Opmerkingen                                            |
| Jaar | Titel                                                | DE                 | AT                 | CH                 | Opmerkingen                                            |
| ---- | ---------------------------------------------------- | ------------------ | ------------------ | ------------------ | ------------------------------------------------------ |
| 1970 | Halli, hallo – wir fahren                            | 26 (24 weken)      | —                  | —                  | Eerste publicatie: 15 november 1970                    |
| 1974 | Sonntagskonzert                                      | 29 (16 weken)      | —                  | —                  | Eerste publicatie: 15 juni 1974                        |
| 1975 | Fahrtenlieder-Album                                  | 23 (24 weken)      | —                  | —                  | Eerste publicatie: 15 juli 1975                        |
| 1976 | 20 Super Hits – Seine allergrößten Erfolge           | 9 (18 weken)       | —                  | —                  | Eerste publicatie: 15 oktober 1976                     |
| 1980 | Lieder der Berge – Die 18 schönsten Lieder der Berge | 3 (16 weken)       | —                  | —                  | Eerste publicatie: 17 november 1980 Verkoop: + 500.000 |
| 1981 | Lieder der Berge 2                                   | 22 (10 weken)      | —                  | —                  | Eerste publicatie: 27 april 1981                       |
| 1983 | Lieder der Meere – Die 20 schönsten Lieder der Meere | 14 (15 weken)      | —                  | —                  | Eerste publicatie: 3 oktober 1983                      |
| 2016 | Sing mit Heino – Das Beste                           | 52 (2 weken)       | —                  | —                  | Eerste publicatie: 30 september 2016                   |

Verdere compilaties
| - 1969: Wir lieben die Stürme - 1970: Auf jedem Schiff – Seemannslieder Wanderlieder - 1971: …meine schönsten Lieder - 1971: 28 seiner grössten Erfolge - 1971: Heino mit seinen großen Erfolgen - 1972: 28 seiner grossen Erfolge - 1972: Seemannsfreud – Seemannsleid – 28 Seemanslieder - 1972: Wir lagen vor Madagaskar - 1973: Heino 1973 – Seine großen Erfolge - 1973: 28 seiner grössten Erfolge 2 - 1973: Ahoi! 28 Seemannslieder - 1973: Heino Sings for You - 1973: Edelweiss – La Montanara - 1974: 28 Heino-Hits zum Tanzen und Mitsingen - 1975: Die Besten von Heino - 1975: Die Besten von Heino 2 - 1975: Die schönsten deutschen Fahrtenlieder - 1975: Heino 2 – 28 seiner grossen Erfolge - 1976: 28 Heino-Hits zum Tanzen und Mitsingen 2 - 1976: Heino und die lustigen Musikanten - 1976: Die Allerbesten von Heino - 1976: Das Suedwester Lied - 1976: 20 Volkslieder - 1977: 28 goldene Heino-Erfolge - 1977: Uns geht die Sonne nicht unter - 1977: Seine großen Erfolge 1 & 2 - 1977: Seine großen Erfolge 3 & 4 - 1977: Sing mit Heino No. 3 – Mountain & Hiking Songs - 1977: Fahrtenlieder / Lieder zur See - 1977: Mein Vaterland - 1977: Ich hab Ehrfurcht vor schneeweißen Haaren - 1978: Aus grauer Städte Mauern - 1978: Heino und die lustigen Musikanten 2 - 1979: Heino und die lustigen Musikanten 3 - 1979: Vom Alpenrand zum Nordseestrand - 1979: Super-Gold - 1980: Die schönsten deutschen Fahrtenlieder - 1980: The Best of Heino - 1980: Die schönsten deutschen Wanderlieder - 1980: Das Beste aus Sing mit Heino - 1980: Die schönsten Seemannslieder - 1981: Die Besten von Heino - 1981: Die schönsten deutschen Heimat- und Vaterlandslieder - 1981: Collection - 1981: Star-Collection - 1981: Ein bunter Abend mit Maria Hellwig und Heino - 1982: Die schönsten Lieder der Berge - 1982: Die schönsten deutschen Jagd- und Heidelieder - 1982: Buenos dias Argentina - 1982: Latest Hits No. 7 - 1983: Schöne deutsche Heimat - 1984: Portrait - 1984: Wir wandern, wir wandern - 1984: Wir sind füreinander bestimmt - 1984: Südafrika 1984 - 1984: Wir sind durch Deutschland gefahren - 1984: Klingende Heimat – Musikalische Grüße aus deutschen Landen - 1985: Greatest Hits - 1985: Kein schöner Land - 1986: Die Stimme der Heimat - 1986: Unter fremden Sternen - 1986: 20 Jaar - 1986: Lieder der Berge (Sing mit Heino) - 1986: Heimatlieder - 1986: Blau blüht der Enzian - 1987: Gold Collection - 1987: Revival - 1987: Jenseits des Tales - 1988: Lieder, die ich liebe - 1988: Heimatlieder - 1988: Das große Wunschkonzert - 1988: Blau blüht der Enzian - 1989: Heimat- und Vaterlandslieder - 1989: Laßt uns uns’re alten Lieder - 1989: Mein Leben – Meine Lieder - 1989: Wenn wir schreiten Seit an Seit - 1989: Sing mit Heino – Die schönsten Fahrtenlieder - 1989: Sing mit Heino – Auf hoher See - 1990: Schwarzbraun ist die Haselnuß - 1990: Das Allerbeste von Heino (25 Jahre) - 1991: Single-Hits 1966-1968 - 1991: Lieder der Heimat - 1991: Glocken der Heimat - 1991: De Hits van Heino - 1992: Single Hit-Collection, Folge 1 (1965–1973) - 1992: Single Hit-Collection, Folge 2 (1973–1983) - 1992: Premium Gold Collection - 1992: Golden Stars - 1992: Erfolge mit Herz - 1992: Die großen Hits der Volksmusik - 1992: Darum ist es am Rhein so schön - 1993: Single-Hits 1968-1970 - 1994: Seine großen Hits - 1994: Die schwarze Barbara - 1994: Mohikana Shalali - 1994: Die Himmel rühmen - 1994: Gold – Greatest Hits Collection - 1994: Heino mit Herz - 1995: Die Hitstory - 1995: Seine allerstärksten Hits - 1995: Meisterstücke - 1995: Gold - 1995: Seine großen Erfolge - 1995: Einfach das Beste | - 1995: 30 Jahre Heino – Die Stimme der Heimat - 1995: Seine Hits - 1995: La Montanara - 1995: Das ist Heino - 1995: Rhein & Weinlieder - 1996: Caramba, Caracho... - 1996: Heino - 1996: Komm in meinen Wigwam - 1996: Lieder der Berge - 1996: Stars – Blau blüht der Enzian - 1996: San Bernardino - 1996: Heimat, schöne Heimat - 1996: Lieder der Volksmusik: Heino - 1996: Lieder der Volksmusik: Heino & Hannelore - 1996: 30-jähriges Bühnenjubiläum - 1996: Das Beste von Heino - 1996: Meine schönsten Lieder 1 - 1996: Meine schönsten Lieder 2 - 1996: Die große Starbox – Jubiläumsausgabe - 1996: Meine schönsten Lieder – 32 große Erfolge - 1997: Tausend dankeschön - 1997: Kehr ich einst zur Heimat wieder - 1997: Gold Collection - 1998: Seine größten Hits - 1998: Seine schönsten Lieder - 1998: Blau blüht der Enzian – Die Jubiläums-CD - 1998: Deutscher Kult - 1998: Blau blüht der Enzian - 1998: Das Beste von Heino - 1998: Herzlichen Glückwunsch - 1999: Teure Heimat (AT: ) - 1999: Seine größten Erfolge - 1999: Karl Moik präsentiert: Heino - Freunde für’s Leben - 1999: Die schwarze Barbara (Seine größten Erfolge) - 1999: Caramba, Caracho, ein Whisky (Seine größten Erfolge) - 2000: Nur das Beste - 2000: La Montanara - 2000: Das Beste der Volksmusik - 2000: Schütt die Sorgen in ein Gläschen Wein - 2001: Kult Vol. 1 - 2001: Herzliche Grüße aus dem Heino-Rathaus-Cafe - 2001: Seine großen Erfolge - 2001: Wunschkonzert - 2001: An der Saale hellem Strande - 2002: Kult Vol. 2 – Die schönsten deutschen Fahrtenlieder - 2002: Einmal am Rhein - 2002: Blau blüht der Enzian - 2002: So ein Tag, so wunderschön wie heute - 2002: Caramba, Caracho, ein Whisky - Die grössten Hits - 2002: Freunde für’s Leben - 2002: Seine größten Hits - 2002: 32 Goldene Erfolge - 2002: Caramba, Caracho, ein Whisky - 2003: Kult Vol. 3 – Deutschland deine Lieder - 2003: Jubiläumsalbum (Superstars gratulieren) - 2003: Portrait – Gold Serie - 2003: Herzlichst - 2003: Seine größten Erfolge - 2003: Sing mit Heino Nr. 1 - 2003: Sing mit Heino Nr. 2 - 2003: Sing mit Heino Nr. 3 - 2003: Sing mit Heino Nr. 4 - 2003: Sing mit Heino Nr. 5 - 2003: Sing mit … - 2004: Schlager & Stars - 2004: Deutsche Volkslieder - 2004: Edelweiss - 2005: Das Beste zum Jubiläum - 2005: Seine großen Erfolge - 2005: Ich sag auf Wiedersehen - 2005: Mein Leben, meine Lieder - 2005: Schlager & Stars: Seemannslieder - 2005: Meine Heimat, meine Lieder - 2006: Star Edition - 2006: Seine größten Hits - 2007: Gold Stücke - 2007: Schlager & Stars: Heino & Hannelore - 2007: Edelweiss – Melodien der Heimat - 2007: Große Erfolge - 2007: Heino - 2007: Sing mit Heino - 2008: Platin – Seine größten Erfolge - 2008: Freunde der Heimat - 2009: Diamanten der Volksmusik - 2009: Nur das Beste - 2009: 30 Hits Collection - 2009: Lieder der Berge - 2011: Heino – Premium Edition - 2011: Glanzlichter - 2011: La Montanara - 2011: Classic Albums: Sing mit Heino Nr. 1 & Nr. 2 - 2013: Blau blüht der Enzian – Seine schönsten Lieder - 2013: Blau blüht der Enzian – 40 Originalhits - 2013: Die nicht verbotenen Lieder - 2013: Meine Lieder zum Frühlingsfest - 2013: Mein Portrait - 2013: Es ist nie zu spät für ein neues Leben - 2013: Best of - 2013: Bild Schlager Stars - 2013: Weil du mich liebst – Die Kult-Hits - 2014: Stefan Mross präsentiert: Legenden der Volksmusik - 2015: 20 unvergessene Hits - 2016: Ich find' Schlager toll – Das Beste |

### Remixalbums
- 2013: Heino’s Party-Mix

### Ep's
- 1967: Melodije Jadrana (Split-ep met The Shadows, The Lords & The Shepherds)

### Kerstalbums
- 1969: Festliche Choräle und Weihnachtslieder
- 1969: Weihnachten mit Heino
- 1974: Deutsche Weihnacht… und festliche Lieder (DE: , verkoop: + 250.000)
- 1974: A Festive German Christmas
- 1980: Die schönsten Lieder zum Familienfeste
- 1982: Die schönsten Winter- und Weihnachtslieder für die ganze Familie
- 1987: Weihnacht in den Bergen
- 1990: Meine schönsten Lieder zur Weihnachtszeit
- 1990: Weihnachtszeit Winterzeit
- 2000: Merry Christmas and a Happy New Year (ook bekend als: Mit weihnachtlichen Grüßen)
- 2003: Weihnacht unter'm Tannenbaum
- 2010: Die Himmel rühmen 1 und 2 – Festliche Lieder mit Heino
- 2011: Die Himmel Rühmen im Advent
- 2016: Mit weihnachtlichen Grüßen

### Sing mit Heino-reeks
- 1977: Sing mit Heino – Folge 1 und 2
- 1977: Sing mit Heino – Folge 3 und 4
- 1977: Sing mit Heino – Folge 5 und 6
- 1979: Sing mit Heino – Folge 7 und 8
- 1979: Sing mit Heino – Folge 9 und 10
- 1979: Sing mit Heino – Folge 11 und 12
- 1979: Sing mit Heino – Folge 13 und 14

## Singles

### Als leadmuzikant
| Jaar | Titel Album                                                                     | Hitlijstklassering | Hitlijstklassering | Hitlijstklassering | Opmerkingen                                    |
| Jaar | Titel Album                                                                     | DE                 | AT                 | CH                 | Opmerkingen                                    |
| --- | ------------------------------------------------------------------------------- | ------------------ | ------------------ | ------------------ | ---------------------------------------------- |
| 1967 | Wir lieben die Stürme Kein schöner Land in dieser Zeit                          | 16 (8 weken)       | —                  | —                  | Eerste publicatie: juli 1967                   |
| 1967 | Wir wollen zu Land ausfahren (Die blaue Blume) Kein schöner Land in dieser Zeit | 29 (2 weken)       | —                  | —                  | Eerste publicatie: september 1967              |
| 1968 | Die Sonne von Mexico Seine großen Erfolge                                       | 16 (11 weken)      | —                  | —                  | Eerste publicatie: februari 1968               |
| 1968 | Zu der Ponderosa reiten wir Seine großen Erfolge                                | 26 (7 weken)       | —                  | —                  | Eerste publicatie: augustus 1968               |
| 1968 | Treue Bergvagabunden Seine großen Erfolge                                       | 26 (6 weken)       | —                  | —                  | Eerste publicatie: december 1968               |
| 1969 | Wenn die Kraniche zieh’n Seine großen Erfolge                                   | 36 (2 weken)       | —                  | —                  | Eerste publicatie: januari 1969                |
| 1969 | Karamba, karacho, ein Whisky Seine großen Erfolge                               | 27 (6 weken)       | —                  | —                  | Eerste publicatie: juli 1969                   |
| 1970 | Hey Capello (Es lebt eine Frau in Spanien) Seine großen Erfolge                 | 23 (9 weken)       | —                  | —                  | Eerste publicatie: april 1970                  |
| 1970 | In einer Bar in Mexico In einer Bar in Mexiko – Seine großen Erfolge 2          | 14 (18 weken)      | —                  | —                  | Eerste publicatie: november 1970               |
| 1971 | Mohikana Shalali In einer Bar in Mexiko – Seine großen Erfolge 2                | 7 (28 weken)       | —                  | —                  | Eerste publicatie: juni 1971                   |
| 1972 | Carneval in Rio Seine großen Erfolge 3                                          | 19 (17 weken)      | —                  | —                  | Eerste publicatie: 17 april 1972               |
| 1972 | Blau blüht der Enzian Seine großen Erfolge 3                                    | 2 (28 weken)       | 18 (4 weken)       | 3 (11 weken)       | Eerste publicatie: 2 oktober 1972              |
| 1973 | Tampico Seine großen Erfolge 4                                                  | 14 (20 weken)      | —                  | —                  | Eerste publicatie: 23 april 1973               |
| 1973 | Edelweiß (Soll ich denn mein junges Leben…) Seine großen Erfolge 4              | 5 (18 weken)       | —                  | —                  | Eerste publicatie: 29 oktober 1973             |
| 1973 | La Montanara (Das Lied der Berge) Seine großen Erfolge 3                        | 3 (24 weken)       | —                  | —                  | Eerste publicatie: 26 november 1973            |
| 1974 | Polenmädchen Seine großen Erfolge 4                                             | 16 (11 weken)      | —                  | —                  | Eerste publicatie: 13 mei 1974                 |
| 1974 | …und Sie hieß Lulalei Seine großen Erfolge 5                                    | 16 (17 weken)      | —                  | —                  | Eerste publicatie: 9 december 1974             |
| 1975 | Die schwarze Barbara Seine großen Erfolge 5                                     | 5 (23 weken)       | —                  | —                  | Eerste publicatie: 2 juni 1975                 |
| 1976 | Komm in meinen Wigwam (Regenbogen-Johnny) Seine großen Erfolge 5                | 32 (15 weken)      | —                  | —                  | Eerste publicatie: 26 januari 1976             |
| 1976 | Die lustigen Holzhacker-Bub’n 20 Super Hits – Seine allergrößten Erfolge        | 41 (2 weken)       | —                  | —                  | Eerste publicatie: 8 november 1976             |
| 1981 | Ja, Ja, die Katja, die hat ja… Schlager-Gala (Sampler)                          | 40 (7 weken)       | —                  | —                  | Eerste publicatie: 27 april 1981               |
| 1981 | So’n kleiner Garten vor der Stadt –                                             | 74 (1 week)        | —                  | —                  | Eerste publicatie: 3 augustus 1981             |
| 1989 | Enzian Das Goldene Schlager-Archiv 1989 (Sampler)                               | 19 (15 weken)      | —                  | 25 (2 weken)       | Eerste publicatie: 10 juli 1989                |
| 2013 | Junge Mit freundlichen Grüßen                                                   | 27 (6 weken)       | 57 (1 weken)       | —                  | Eerste publicatie: 25 januari 2013             |
| 2014 | Schwarz blüht der Enzian                                                        | 84 (1 week)        | —                  | —                  | Eerste publicatie: 12 december 2014            |
| De volgende nummers werden niet uitgebracht als singles, maar werden beschikbaar gesteld voor download en streaming via het album en konden zo een klassering krijgen: |                                                                                 |                    |                    |                    |                                                |
| 2014 | Sonne Mit freundlichen Grüßen                                                   | 91 (1 week)        | —                  | —                  | Binnenkomst in de hitlijsten: 15 februari 2013 |
| 2014 | Haus am See Mit freundlichen Grüßen                                             | 96 (1 week)        | —                  | —                  | Binnenkomst in de hitlijsten: 15 februari 2013 |

Verdere singles
| - 1966: Jenseits des Tales (verkoop: + 500.000) - 1966: 13 Mann und ein Kapitän - 1967: Wenn es wieder schneit - 1967: Wenn die bunten Fahnen weh’n - 1970: Schlager die man nie vergisst Vol. 4: Hey capello / Treue Bergvagabunden - 1972: So ein Tag, so wunderschön wie heute - 1974: Im Rosengarten - 1974: Heino-Hits zum Mitsingen - 1976: Das Kufsteinlied - 1976: Wolken, wind en de zee (VÖ: nur in den Niederlanden) - 1976: Heino-Hits zum Mitsingen Folge 2 - 1977: Hipp Hipp Hurra (Westerwaldlied – Lore, Lore, Lore) - 1977: Roswitha (Eines Abends in der Dämmerstunde) - 1977: Schönes Mädchen - 1977: Deutschlandlied (mit allen drei Strophen) - 1978: In Honolulu - 1979: Beim alten Bill in Oklahoma (The Devil Send You to Lorado) - 1979: Mary Rose - 1979: Maria-Linda - 1980: Veronika - 1980: Molley-Malone - 1980: La Pastorella - 1981: Hast du Money… - 1982: Liebling, du tust mir so gut - 1983: Smoky - 1983: Sonnenschein – Glücklichsein - 1983: Die schwarze Galeere - 1984: Halt dich fit - wander’ mit! (met Hannelore) - 1984: Ich will dich nie mehr weinen seh’n (met Hannelore) - 1985: Barcelona (Im Flamenco-Sound) | - 1986: Schade Christin - 1986: San Bernadino - 1987: Casablanca - 1988: Der Schornsteinfeger und die schöne Bäckersfrau - 1989: Haselnuss - 1990: Non-Stop-Party-Hits - 1990: Santa Maria del Mar - 1990: Freiheit und Gerechtigkeit - 1991: Ein Lied aus der Heimat - 1993: Freiheit ist… - 1995: Wie ein Felsen im Ozean - 1995: Danke ist mehr als ein Wort - 1996: Adler flieg hinaus - 1996: Dicke Dinger - 1996: Die Deutsche Nationalhymne - 1997: Blühendes Land - 1998: Die besten Jahre - 1998: Ich danke dir für all die schönen Jahre - 2001: Wilde Schwäne - 2001: Meine Brille - 2002: Blau blüht der Enzian (met Antonia) - 2002: Konvoi nach Bad Münstereifel (met Halve Hahn) - 2004: Das letzte Hemd (Deutschland ist pleite) - 2005: Ich würde alles für dich tun - 2006: Wir tanzen Polka, denn wir lieben Germany - 2007: Es war am Anfang - 2007: Ein Schlafsack und eine Gitarre - 2007: Das Mädchen von den Bergen - 2016: Rockin’ Around the Christmas Tree (mit Sarah Jane Scott) - 2018: Tage wie diese |

### Als gastmuzikant
- 1981: Schützenliesel (Maria & Margot Hellwig met Heino & het Botho-Lucas-Chor)
- 1994: Folk Dance Classics (D.J. N-Zian feat. Heino)
- 2002: Mit uns könn’ses ja machen (Frank Schöbel met Heino)
- 2018: Ich atme (Wolfgang Petry met Heino)
- 2023: Frische Erdbeeren (Honk! met Heino)
- 2024: Anna (Tream met Heino)

## Videoalbums
- 2005: Die Show – Das Beste zum Jubiläum
- 2011: Die Himmel rühmen – Heino auf grosser Kirchen-Tournee
- 2012: Heino: Spielfilm-DVD & Musik-CD-Edition
- 2016: Sing mit Heino – Das Beste aus der originalen Serie

## Luisterboek
- 2015: Mein Weg

## Statistieken

### Evaluatie
|                         | DE | AT | CH |
| ----------------------- | -- | -- | -- |
| Nummer 1-albums         | 1  | —  | —  |
| Top 10-albums           | 9  | 1  | 1  |
| Albums in de hitlijsten | 26 | 2  | 3  |

|                          | DE | AT | CH |
| ------------------------ | -- | -- | -- |
| Nummer 1-singles         | —  | —  | —  |
| Top 10-singles           | 5  | —  | 1  |
| Singles in de hitlijsten | 27 | 2  | 2  |

### Onderscheidingen voor muziekverkoop
Opmerking: Onderscheidingen in landen uit de hitlijsten kunnen in deze worden gevonden.
| Land/regio        | Goud | Platina | Verkoop   | Bronnen                           |
| ----------------- | ---- | ------- | --------- | --------------------------------- |
| Duitsland (BVMI)  | 4    | 2       | 1.700.000 | musikindustrie.de Einzelnachweise |
| Oostenrijk (IFPI) | 2    | —       | 15.000    | ifpi.at                           |
| Totaal            | 6    | 2       |           |                                   |